# Kabinett Tăriceanu II

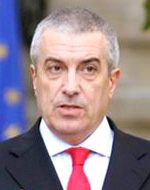
Ministerpräsident Călin Popescu-Tăriceanu

Das Kabinett Tăriceanu II war die zweite von Călin Popescu-Tăriceanu gebildete Regierung Rumäniens.

## Geschichte
Das Kabinett war vom 5. April 2007 bis zum 22. Dezember 2008 im Amt. Regierungsparteien waren die National-Liberale Partei (PNL) und die Demokratische Union der Ungarn in Rumänien (UDMR).

## Zusammensetzung
Das Kabinett bestand aus 19 Mitgliedern:
| Kabinett Tăriceanu II                                                            | Kabinett Tăriceanu II | Kabinett Tăriceanu II      | Kabinett Tăriceanu II | Kabinett Tăriceanu II | Kabinett Tăriceanu II |
| Funktion                                                                         | Bild                  | Name                       | Partei                | Amtszeit (Beginn)     | Amtszeit (Ende)       |
| -------------------------------------------------------------------------------- | --------------------- | -------------------------- | --------------------- | --------------------- | --------------------- |
| Ministerpräsident                                                                |                       | Călin Popescu-Tăriceanu    | PNL                   | 5. April 2007         | 22. Dezember 2008     |
| Staatsminister für Kultur, Bildung und europäische Integration                   |                       | Béla Markó                 | UDMR                  | 5. April 2007         | 22. Dezember 2008     |
| Außenminister                                                                    |                       | Adrian Cioroianu           | PNL                   | 5. April 2007         | 15. April 2008        |
| Außenminister                                                                    |                       | Lazăr Comănescu            | parteilos             | 15. April 2008        | 22. Dezember 2008     |
| Wirtschafts- und Finanzminister                                                  |                       | Varujan Vosganian          | PNL                   | 5. April 2007         | 22. Dezember 2008     |
| Justizminister                                                                   |                       | Tudor Chiuariu             | PNL                   | 5. April 2007         | 15. Januar 2008       |
| Justizminister                                                                   |                       | Teodor Meleșcanu (interim) | PNL                   | 15. Januar 2008       | 29. Februar 2008      |
| Justizminister                                                                   |                       | Cătălin Predoiu            | parteilos             | 29. Februar 2008      | 22. Dezember 2008     |
| Minister für Inneres und Verwaltungsreform                                       |                       | Cristian David             | PNL                   | 5. April 2007         | 22. Dezember 2008     |
| Verteidigungsminister                                                            |                       | Teodor Meleșcanu           | PNL                   | 5. April 2007         | 22. Dezember 2008     |
| Verkehrsminister                                                                 |                       | Ludovic Orban              | PNL                   | 5. April 2007         | 22. Dezember 2008     |
| Minister für Kleine und mittlere Unternehmen, Handel, Tourismus und freie Berufe |                       | Ovidiu Ioan Silaghi        | PNL                   | 5. April 2007         | 22. Dezember 2008     |
| Minister für Landwirtschaft und ländliche Entwicklung                            |                       | Decebal Traian Remeș       | PNL                   | 5. April 2007         | 11. Oktober 2007      |
| Minister für Landwirtschaft und ländliche Entwicklung                            |                       | Dacian Cioloș              | parteilos             | 11. Oktober 2007      | 22. Dezember 2008     |
| Gesundheitsminister                                                              |                       | Eugen Nicolăescu           | PNL                   | 5. April 2007         | 22. Dezember 2008     |
| Minister für Entwicklung, öffentliche Bauarbeiten und Wohnstätten                |                       | László Borbély             | UDMR                  | 5. April 2007         | 22. Dezember 2008     |
| Minister für Umwelt und nachhaltige Entwicklung                                  |                       | Attila Korodi              | UDMR                  | 5. April 2007         | 22. Dezember 2008     |
| Minister für Kultur und Religionsangelegenheiten                                 |                       | Adrian Iorgulescu          | PNL                   | 5. April 2007         | 22. Dezember 2008     |
| Minister für Kommunikation und Informationstechnologie                           |                       | Zsolt Nagy                 | UDMR                  | 5. April 2007         | 30. Juli 2007         |
| Minister für Kommunikation und Informationstechnologie                           |                       | Iuliu Winkler              | UDMR                  | 7. August 2007        | 1. Dezember 2007      |
| Minister für Kommunikation und Informationstechnologie                           |                       | Károly Borbély             | UDMR                  | 13. Dezember 2007     | 22. Dezember 2008     |
| Minister für Bildung, Forschung und Jugend                                       |                       | Cristian Adomniței         | PNL                   | 5. April 2007         | 6. Oktober 2008       |
| Minister für Bildung, Forschung und Jugend                                       |                       | Anton Anton                | PNL                   | 6. Oktober 2008       | 22. Dezember 2008     |
| Minister(in) für Arbeit, Familie und Gleichstellung                              |                       | Paul Păcuraru              | PNL                   | 5. April 2007         | 23. September 2008    |
| Minister(in) für Arbeit, Familie und Gleichstellung                              |                       | Eugen Nicolăescu (interim) | PNL                   | 23. September 2008    | 25. September 2008    |
| Minister(in) für Arbeit, Familie und Gleichstellung                              |                       | Mariana Câmpeanu           | PNL                   | 25. September 2008    | 22. Dezember 2008     |
| Beigeordneter Minister für Beziehungen zum Parlament                             |                       | Mihai Voicu                | PNL                   | 21. Dezember 2012     | 5. März 2014          |